# Expedición de Bartolomé Diez Gallardo (1674-75)
La expedición de Bartolomé Diez Gallardo fue ordenada por el gobernador de Chiloé al sargento mayor Bartolomé Diez Gallardo y Andrade para que zarpara desde el puerto de Castro con el objeto de averiguar si los enemigos de España se habían establecido en las costas norte del territorio de Magallanes. Gallardo partió el 16 de octubre de 1674 con 7 piraguas en las que iban 30 soldados y 40 indígenas, navegó los canales de los archipiélagos de las Guaitecas y de los Chonos, atravesó el istmo de Ofqui y reconoció el Golfo de Penas. Luego de explorarlo regresó por la misma ruta al puerto de Chacao en enero de 1675.
En su informe al rey, Gallardo sostuvo que todos los indígenas, interrogados a través de un intérprete, habían declarado que efectivamente había una población de hombres blancos instalados más al sur. Esta preocupante información tuvo como efecto el envío de la expedición de Antonio de Vea.